# Kustjägare (Sverige)
Kustjägare (KJ) är ett jägarförband inom amfibiekåren som är en del av svenska marinen. Kustjägarkompaniet (KJK) är amfibiekårens främsta underrättelseresurs.

## Historia
Den 15 september 1956 beslutades att inleda en försöksutbildning av kustjägare inom Kustartilleriet. Den första kullen ryckte in den 8 januari 1957 vid Vaxholms kustartilleriregemente (KA 1) på ön Rindö utanför Stockholm. Överbefälhavare general Nils Swedlund tog efter en positiv utvärdering beslut att godkänna kustjägarförband.
Kustjägarnas huvuduppgift har utvecklats under åren beroende på den strategiska hotbilden.

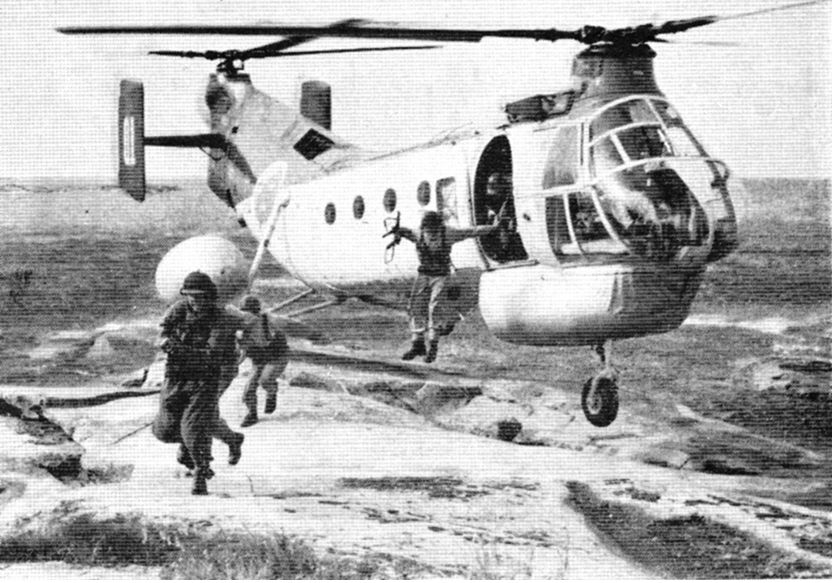
Hkp 1 landsätter kustjägare, 1960-tal.

De första åren utvecklades förbandet till ett amfibiskt kommandoförband med inriktning mot både offensiva och defensiva amfibieoperationer. Organisationen bestod av en kompanistab, två jägarplutoner (en attackdykartropp ingick i den första jägarplutonen) och en understödspluton med granatkastare.
På 1990-talet förändrades Kustjägarkompaniet (KJ-kompani m/90) och blev en del av amfibiebataljonen. Övergången innebar att kustjägarkompaniets stridsuppgifter renodlades till ytövervakning och begränsade anfallsuppgifter.

### Epoken 2000–
Förbandets huvuduppgift är från år 2000 underrättelseinhämtning bakom fiendens linjer och är amfibiekårens underrättelseresurs. 
Under värnpliktsepoken utbildades det årligen ett reducerat kustjägarkompani – men i slutet av 1990-talet började försvarsmakten utbilda två kustjägarkompanier per år vid det nu nerlagda Karlskrona kustartilleriregemente (KA 2) i Karlskrona och vid Vaxholms kustartilleriregemente (KA 1) på Rindö. I mitten av 1980-talet fanns åtta fristående kustjägarkompanier i krigsorganisationen, men i och med införandet av sex amfibiebataljoner ökade antalet kustjägarkompanier till tolv (två kompanier per amfibiebataljon), som idag har blivit ett.
Hösten 2000 omorganiserades Kustartilleriet och blev Amfibiekåren. 
Kustjägarna är 2022 samlade i 202. Kustjägarkompaniet med huvuduppgiften informationsinhämtning.

## Organisation
202. Kustjägarkompaniet består av:
- Stabsplutonen
- Attackdykarplutonen
- Kustjägarplutonen

I stabsplutonen ingår verkansdelarna prickskyttegruppen och samverkansgruppen samt de kvalificerade stödenheterna FRT (lätt traumagrupp), DSG (driftstödsgrupp), en JTAC (leder insatser med flyg), SUAV-grupp (inhämtar med fjärrstyrd flygande farkost) och en stridsledningsgrupp. Förutom olika båttyper och fordon som kompaniet disponerar finns på attackdykarplutonen också möjligheten att transportera sig dolt genom dykning. Övriga delar i kompaniet har förmågan att transportera sig genom ytsim. 
Attackdykarplutonens främsta uppgift är att inhämta information genom spaning. Kustjägarplutonen har också informationsinhämtning som en av sina huvuduppgifter men har en högre förmåga till strid än attackdykarplutonen. Av denna anledning ingår förutom jägargrupperna också en understödsgrupp i kustjägarplutonen. För amfibiska operationer används främst kompaniets stridsbåtar och gruppbåtar som transportmedel. 
Vid markoperativa insatser kan kompaniets stridsbåtsbesättningar till exempel komma att förstärka grupperna, varför kraven på denna personal är desamma som på kustjägarna eller attackdykarna.

## Uppgifter
Kustjägarkompaniet är idag, 2024, amfibiekårens underrättelseförband. Kompaniets huvuduppgift är informationsinhämtning genom spaning med hjälp av olika sensorer och personbaserad inhämtning. Kompaniet har också god förmåga att lösa stridsuppgifter, både genom kvalificerad indirekt bekämpning och genom direkta stridsinsatser. 
Kustjägarkompaniet ska kunna lösa sina uppgifter på stora avstånd från egna enheter. Det ställer speciella krav och är dimensionerande för både förbandets sammansättning och resurser. Kustjägarkompaniet använder en rad fordon och transportsätt för att lyckas med sin uppgift. Det kan exempelvis vara transport med kajak, hjulgående fordon, stridsbåt 90H, gruppbåt, gummibåt, ubåt och helikopter.
Kustjägarkompaniet ställer höga krav på personalen, bl.a. vad gäller psykisk stabilitet, omdöme och fysisk prestationsförmåga.
I och med Sveriges inträde i Nato planeras för att delar av amfibieförbanden, och Kustjägarkompaniet specifikt, i samverkan med specialförbanden ska utvecklas till stöd för specialoperationer.

## Rekrytering
För att kunna antas till kustjägarna ska man ha genomfört godkänd värnplikt, man kan dock söka utbildningen under tiden man genomför värnplikt. 
Även om många soldater på kustjägarkompaniet har en bakgrund inom amfibiekåren eller andra jägarförband, kommer flera från andra delar av Försvarsmakten.
Kustjägarkompaniet genomför årligen uttagningstester. De som antas och påbörjar sin tjänstgöring vid kompaniet genomgår den 40 veckor långa grundkurs kustjägare. Utbildningen av kustjägare genomförs endast vid Stockholms Amfibieregementet men delar av utbildningen sker på andra platser i Sverige. Har kustjägaraspiranten tidigare kvalifikationer som kan tillgodoräknas så kan denna i vissa fall genomföra anpassad grundkurs kustjägare.

## Befattningar
De befattningar bland i amfibiebataljonen:
- Jägarpatrullen består av en patrullchef, en ställföreträdande patrullchef, en signalist, en stridssjukvårdare, en skarpskytt och en fältarbetare.
- Understödspatrullen består av en patrullchef, en ställföreträdande patrullchef och sex understödssoldater - men två av soldaterna har en tilläggsbefattning som signalist respektive stridssjukvårdare.
- Prickskyttegruppen består av sex prickskyttar/observatörer - men två av soldaterna har en tilläggsbefattning som signalist respektive stridssjukvårdare.

## Treudden
Neptunigaffeln eller "den gyllene treudden" är de svenska kustjägarnas utbildningstecken. Sedan 1994 bärs Neptunigaffeln som ett tygmärke på uniformsjackans högra ärm istället för på den gröna baskern. Utbildningstecknet bärs även på bröstet på uniform M/87 och som halsband. De tre uddarna i treudden står för kustjägarnas motto: mod, kraft och spänst. Attackdykarna har en treudd med spetsarna krökta inåt mitten.

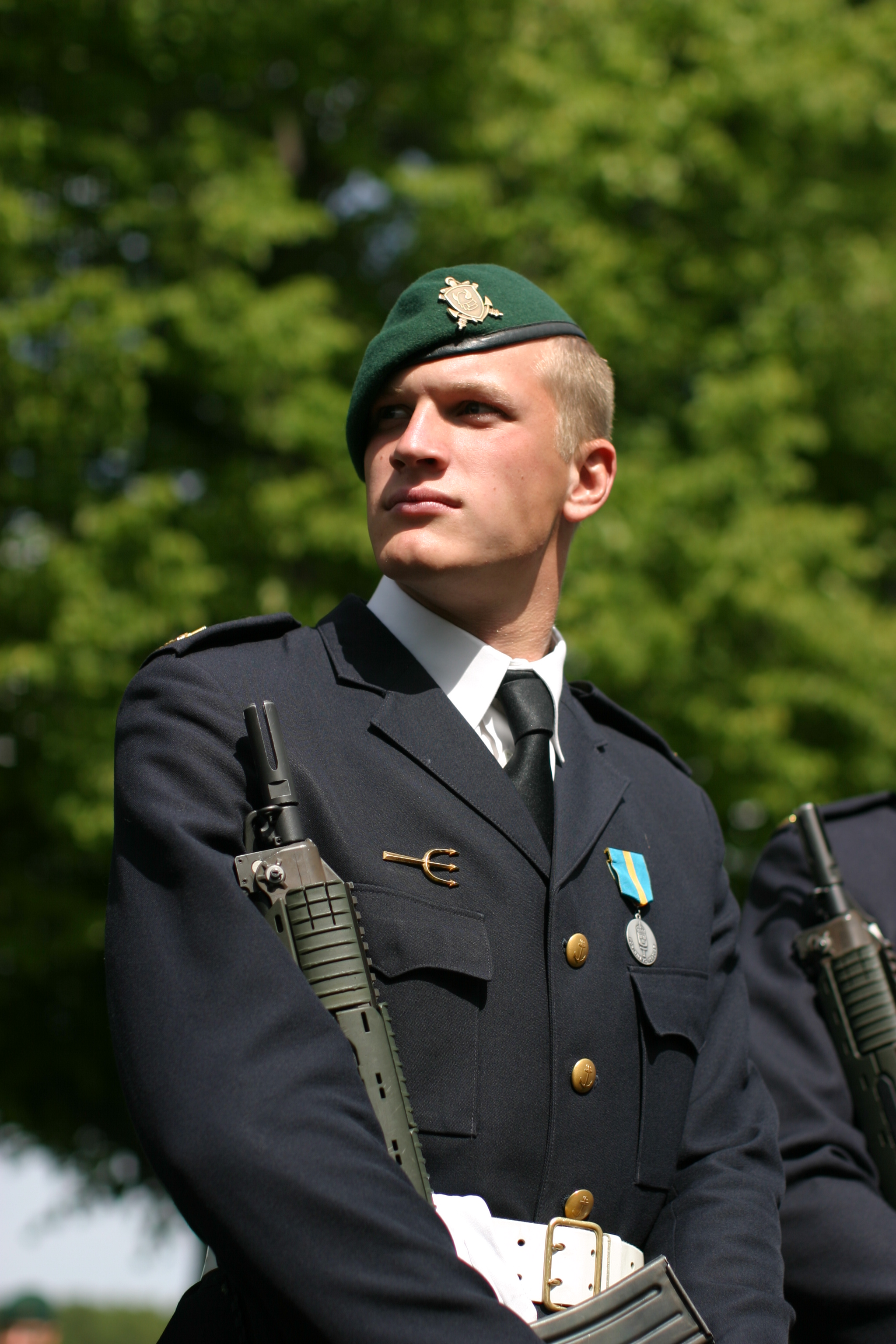
Neptunigaffeln syns här ovanför soldatens högra bröstficka.

## Chefer för Kustjägarskolan, 1956–1990
- 1956–1957 – Per Carleson
- 1957–1966 – Sven-Åke Larsén
- 1966–1968 – Torbjörn Ottosson
- 1968–1970 – Per-Erik Bergstrand
- 1970–1971 – B Ingvar Johansson
- 1971–1974 – Stefan Furenius
- 1974–1976 – Torsten Engberg
- 1976–1978 – Kaj Nielsen
- 1978–1980 – Bengt Molin
- 1980–1983 – Bo Strömgren
- 1983–1985 – Anders Hammarskjöld
- 1985–1988 – Claes-Göran Hedén
- 1988–1990 – Peter Wilpart